# Guerra Sertoriana
A Guerra Sertoriana foi um dos conflitos das guerras civis romanas no qual uma coalizão de iberos e romanos lutaram contra os representantes do governo estabelecido por Lúcio Cornélio Sula. Leva o nome de "Sertoriana" devido ao nome do principal líder de oposição a Sula, Quinto Sertório. A guerra durou de 80 a 72 a.C. A guerra é notável pelo uso de Sertório de táticas guerrilha. A guerra terminou depois de Sertório ser assassinado por Marco Perperna e prontamente derrotado por Pompeu.

## Origem da guerra

Mapa etnográfico da Península Ibérica cerca de

Lusitanos discontentes decidiram enviar emissários para Sertório, que na época estava no Norte da África. Os lusitanos escolheram Sertório por causa da política leve que tinha posto em prática como governador em 82 a.C. Os lusitanos possuiam uma longa história de resistência contra Roma. Alguns historiadores concluíram que os lusitanos procuravam a independência, e tomando a liderança do movimento, Sertório se opôs a Roma. Philip Spann considera isso improvável, por Sertório aceitar uma proposta tão traiçoeira que destruiria qualquer esperança de retorno para Roma. O mais provável foi o crescimento da oferta pelos lusitanos que não seriam capazes de derrotar Roma, e que sua maior esperança era o auxílio para a criação, em Roma, de um regime simpático aos lusitanos. Spann sugere que uma das principais razões para Sertório ter aceitado foi que "estava cada vez mais claro de que não haveria anistia para ele e seus seguidores, nem de reconciliação com o regime instituído por Sula.

## Sertório retorna a Ibéria
Em 80 a.C., Sertório, após derrotar uma força naval sob o comando de Caio Aurélio Cota, desembarcou na Península Ibérica. Plutarco relata que Sertório chegou primeiro à Lusitânia, organizou as tribos e só depois voltou para o vale Betis para derrotar uma força romana. Spann sugere que a sequência mais provável foi a Batalha do Rio Bétis que ocorreu durante a marcha inicial de Sertório na Lusitânia.

## Nomeação de Metelo
Preocupado com a crescente ameaça das autoridades de Roma, nomeou Quinto Cecílio Metelo Pio como governador da Hispânia Ulterior. Metelo, estacionado em Metelino (atual Medellín), fez várias investidas para o interior, mas foi frustrado por Sertório que costumava usar táticas de guerrilha de forma tão eficaz que após dois anos, Metelo ficou exausto. Enquanto isso, o subordinado de Sertório, Lúcio Hirtuleio, conseguiu derrotar Marco Domício Calvino. Em 77 a.C., Marco Perperna Ventão se juntou a Sertório e levou consigo o que restou do exército de Marco Emílio Lépido da Sardenha. No entanto, Perperna tinha apenas relutantemente concordado em se colocar sob o comando de Sertório; quando seus homens souberam que Pompeu havia sido enviado para ajudar Metelo Pio, exigiram que Perperna se unisse a Sertório.

## Metelo e Pompeu contra Sertório
O primeiro objetivo de Pompeu quando chegou na Península Ibérica, foi limpar a estrada costeira. Inicialmente obteve sucesso quando enfrentou os subordinados de Sertório, mas foi forçado a recuar quando enfrentou Sertório. Enquanto isso, Metelo atraiu Hirtuleio para a batalha na Itálica e o derrotou. No ano seguinte, em 75 a.C., houve três batalhas, cujo dois locais são contestados. Metelo derrotou e matou Hirtuleio em uma batalha que Scullard defendeu ter ocorrido em um local perto de Segóvia, no centro da atual Espanha. Philip Spann considera que Segóvia na Bética provavelmente foi o sítio mais provável da ocorrência da batalha — se de fato a batalha foi travada perto de qualquer uma delas. Sertório, depois de saber da derrota de Hirtuleio, aparentemente tentou derrotar Pompeu antes de que ele e Metelo pudessem unir forças. Na Batalha de Sucro, Sertório encontrou o exército de Pompeu e, apesar de ter derrotado uma fileira do exército dele, forçando-o a fugir, uma fileira sua já havia sido derrotada, o que resultou num empate. A terceira importante batalha, na qual Sertório enfrentou as forças combinadas de Pompeu e Metelo, é normalmente localizada perto de Sagunto. Philip Spann considera que esta é uma interpretação incorreta das fontes e defende que um local no interior seria o sentido correto; ele defende então que o local foi uma das duas Segóvias já citadas. É provável que Sertório tenha sido obrigado a lutar contra sua vontade pelas unidades romanas de sua força, que tinham pouca simpatia pelas táticas de guerrilha empregadas por ele até então.. Seja como for, nesta batalha, a maior da guerra, Sertório foi derrotado.
A documentação da guerra durante o ano de 74 a.C. é muito pobre. Pompeu e Metelo Pio concentraram seus esforços nas terras dos celtiberos e dos váceos. No contexto mais amplo, aparentemente a posição de Sertório começou a se erodir.

## Divisão do acampamento de Sertório
Durante o ano de 73 a.C. as tensões aumentaram entre as unidades romanas e ibéricas no grupo de Sertório. Plutarco conta que os romanos trataram duramente os ibéricos e colocaram a culpa nas ordens do general. Normalmente assume-se que Perperna iniciou seu movimento para assassinar Sertório em 72 a.C., mas há argumentos fortes a favor de 73 a.C.. Depois do assassinato, ele próprio foi atraído para uma emboscada com seu exército e acabou capturado por Pompeu.

## Resultado
Na opinião de Scullard, o tratamento dispensado na Hispânia foi humano se comparado com tratamento geralmente reservado pelos romanos para traidores e rebeldes. A cidadania romana foi concedida a muitos apoiadores e um grupo de rebeldes fanáticos foi desterrado para Lugduno dos Convenas, no sul da Gália.